# Liste der Kardinalskreierungen Pius’ X.

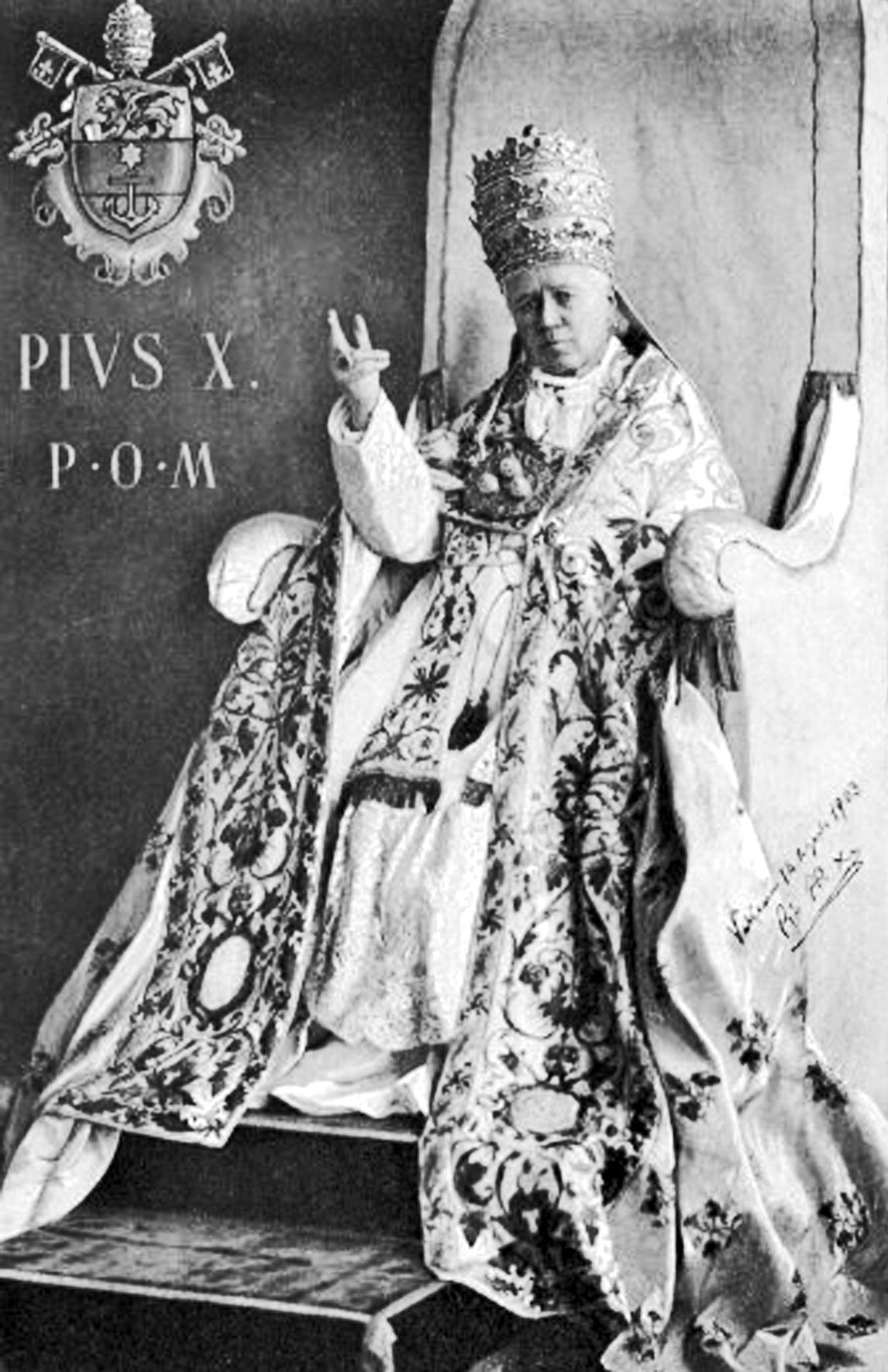
Pius X.

Papst Pius X. (1903–1914) kreierte im Verlaufe seines Pontifikates 50 Kardinäle in sieben Konsistorien.

## 9. November 1903

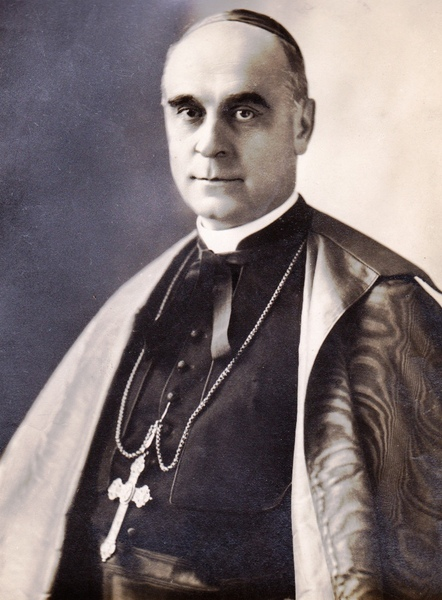
Rafael Merry del Val

- Spanien: Rafael Merry del Val, Kardinalstaatssekretär und Sekretär beim Konklave 1903
- Königreich Italien: Giuseppe Callegari, Bischof von Padua

## 11. Dezember 1905
- Österreich-Ungarn: Jozef Samaša, Erzbischof von Eger
- Spanien: Marcelo Spínola y Maestre, Erzbischof von Sevilla
- Brasilien: Joaquim Arcoverde de Albuquerque Cavalcanti, Erzbischof von Rio de Janeiro
- Königreich Italien: Ottavio Cagiano de Azevedo, Päpstlicher Majordomus

## 15. April 1907
- Königreich Italien: Aristide Cavallari, Patriarch von Venedig
- Spanien: Gregorio María Aguirre y García, Erzbischof von Burgos
- Königreich Italien: Aristide Rinaldini, Apostolischer Nuntius in Spanien
- Königreich Italien: Benedetto Lorenzelli, Erzbischof von Lucca
- Königreich Italien: Pietro Maffi, Erzbischof von Pisa
- Königreich Italien: Alessandro Lualdi, Erzbischof von Palermo
- Belgien: Désiré-Joseph Mercier, Erzbischof von Mecheln

## 16. Dezember 1907

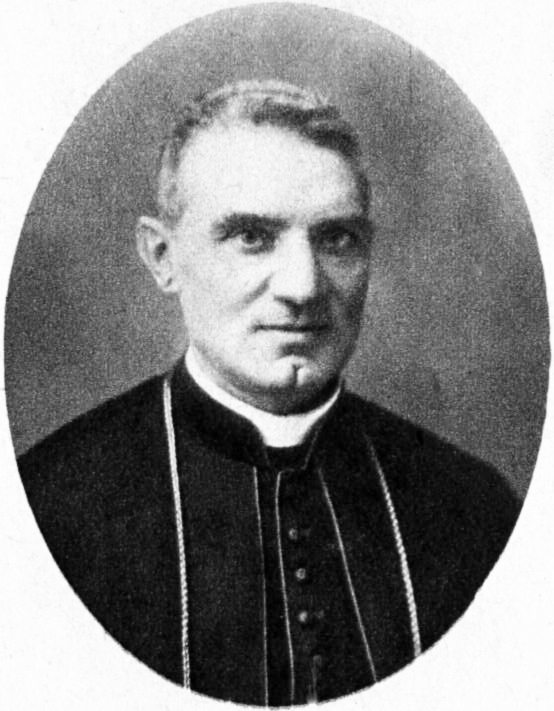
Gaetano De Lai

- Königreich Italien: Pietro Gasparri, Sekretär der Päpstlichen Kommission für Kodifizierung des Kanonischen Rechts
- Frankreich: Louis-Henri-Joseph Luçon, Erzbischof von Reims
- Frankreich: Pierre-Paulin Andrieu, Bischof von Marseille
- Königreich Italien: Gaetano De Lai, Sekretär der Kongregation für die Interpretation des  Konzils von Trient

## 27. November 1911
- Spanien: José María Justo Cos y Macho, Erzbischof von Valladolid
- Königreich Italien: Diomede Falconio OFM, Apostolischer Delegat in den USA
- Königreich Italien: Antonio Vico, Apostolischer Nuntius in Spanien
- Königreich Italien: Gennaro Granito Pignatelli di Belmonte, Apostolischer Nuntius in Österreich-Ungarn
- Vereinigte Staaten: John Murphy Farley, Erzbischof von New York
- Vereinigtes Königreich: Francis Alphonsus Bourne, Erzbischof von Westminster
- Österreich-Ungarn: Franziskus von Sales Bauer, Erzbischof von Olmütz
- Frankreich: Léon-Adolphe Amette, Erzbischof von Paris
- Vereinigte Staaten: William Henry O’Connell, Erzbischof von Boston
- Spanien: Enrique Almaraz y Santos, Erzbischof von Sevilla
- Frankreich: François-Virgile Dubillard, Erzbischof von Chambéry
- Österreich-Ungarn: Franz Xaver Nagl, Erzbischof von Wien
- Frankreich: François-Marie-Anatole de Rovérié de Cabrières, Bischof von Montpellier
- Königreich Italien: Gaetano Bisleti, Präfekt des Päpstlichen Haushalts
- Königreich Italien: Giovanni Battista Lugari, Kanoniker im Petersdom
- Königreich Italien: Basilio Pompili, Sekretär der Ratskongregation
- Frankreich: Louis Billot SJ, Theologe und Ordenspriester
- Niederlande: Wilhelmus Marinus van Rossum CSsR, Präsident der Päpstlichen Bibelkommission
- Portugal: António Mendes Bello, Patriarch von Lissabon (in pectore), 1914 als Kardinal proklamiert

## 2. Dezember 1912
- Österreich-Ungarn: Károly Hornig, Bischof von Veszprém

## 25. Mai 1914

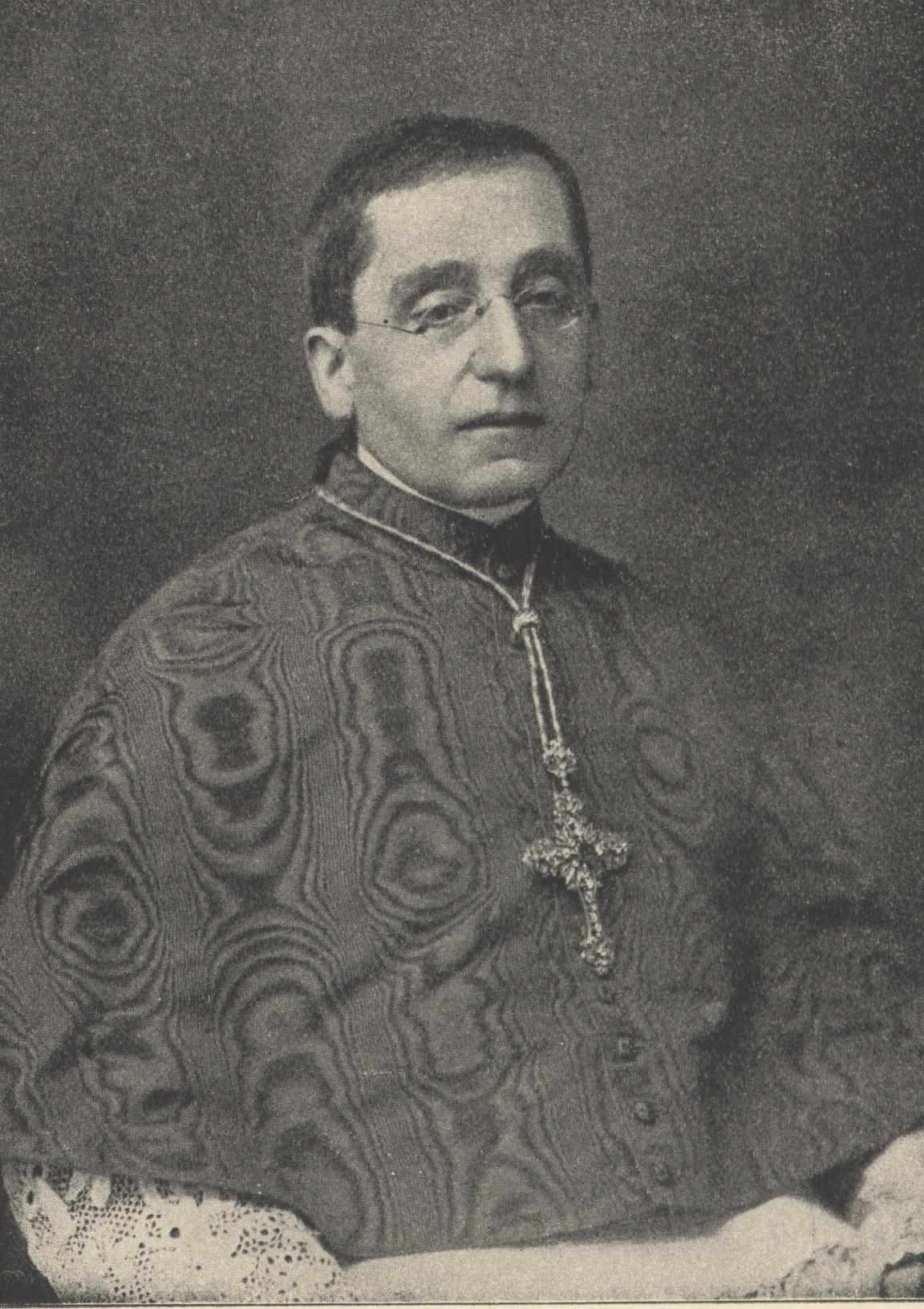
Giacomo Della Chiesa, der spätere Papst Benedikt XV.

- Spanien: Victoriano Guisasola y Menéndez, Erzbischof von Toledo
- Kanada: Louis-Nazaire Bégin, Erzbischof von Québec
- Königreich Italien: Domenico Serafini OSB, Erzbischof em. von Spoleto und Apostolischer Delegat in Mexiko
- Königreich Italien: Giacomo Della Chiesa (später Papst Benedikt XV.), Erzbischof von Bologna
- Deutsches Reich: Franziskus von Bettinger, Erzbischof von München und Freising
- Österreich-Ungarn: János Czernoch, Erzbischof von  Esztergom
- Frankreich: Hector-Irénée Sévin, Erzbischof von Lyon
- Deutsches Reich: Felix von Hartmann, Erzbischof von Köln
- Österreich-Ungarn: Friedrich Gustav Piffl, Erzbischof von Wien
- Königreich Italien: Scipione Tecchi, Sekretär des Kardinalskollegiums
- Königreich Italien: Filippo Giustini, Sekretär der Sakramentenkongregation
- Königreich Italien: Michele Lega, Dekan der Rota Romana
- Vereinigtes Königreich: Francis Aidan Gasquet OSB

## Quelle
- Consistories for the creation of Cardinals – Pius X (1903-1914). In: Salvador Miranda: The Cardinals of the Holy Roman Church. (Website der Florida International University, englisch)